# 진 (불교)
진(瞋, 산스크리트어: pratigha, dvesa, 팔리어: paṭigha, 영어: ill will, anger, repugnance)은 미워함, 성냄, 미워하고 성냄, 진에개(瞋恚蓋), 진에(瞋恚), 진노(瞋怒), 증에(憎恚), 에(恚) 또는 노(怒)라고도 하며, 음역하여 제비사(醍鞞沙)라고도 한다.
진(瞋) 즉 성냄의 마음작용은 항상 정신적 불만족의 느낌과 함께한다. 즉, 5수 중 우수(憂受)와 함께 일어난다.
진(瞋)은 다음의 분류, 그룹 또는 체계의 한 요소이다.
- 3계(三界) 가운데 오직 욕계에만 존재하는 번뇌이다.[4][5][6][7][8]
- 고타마 붓다가 설한 3독(三毒) 즉 불선근(不善根) 가운데 하나이다.[9][10][11][12][13]
- 고타마 붓다가 설한 5개(五蓋) 가운데 진에개(瞋恚蓋)에 해당한다.[14][15][16][17][18]
- 부파불교의 설일체유부의 교학에서 6가지 근본번뇌(根本煩惱) 즉 6수면(六隨眠) 가운데 진수면(瞋隨眠)에 해당한다.[19][20][21][22] 또한, 7수면(七隨眠) · 10수면(十隨眠) · 98수면(九十八隨眠) 가운데 하나이다.
- 대승불교의 유식유가행파와 법상종의 교학에서 6가지 근본번뇌(根本煩惱) 가운데 하나이다.[19][23][24]
- 초기불교 · 부파불교 · 대승불교의 9결(九結) 가운데 에결(恚結)에 해당한다.[25]
- 부파불교와 대승불교의 10악(十惡) 가운데 진에(瞋恚)에 해당한다.[26][27][28][29]
- 고타마 붓다가 설한 4성제(四聖諦)의 교의에서 집제(集諦)에 속한다.
- 고타마 붓다가 설한 12연기(十二緣起)의 제2지분인 행(行), 제4지분인 명색(名色), 제9지분인 취(取)에 속한다.[30]
- 고타마 붓다가 설한 5온(五蘊)의 법체계에서 행온(行蘊)에 속한다.
- 고타마 붓다가 설한 12처(十二處)의 법체계에서 법처(法處)에 속한다.
- 고타마 붓다가 설한 18계(十八界)의 법체계에서 법계(法界)에 속한다.
- 부파불교의 설일체유부의 5위 75법의 법체계에서 심소법(心所法: 46가지) 중 부정지법(不定地法: 8가지) 가운데 하나이다.[31][32][33]
- 대승불교의 유식유가행파와 법상종의 5위 100법의 법체계에서 심소법(心所法: 51가지) 중 번뇌심소(煩惱心所: 6가지) 가운데 하나이다.[23][24][34]

부파불교의 설일체유부의 교학에 따르면, 진(瞋)은 마음(6식, 즉 심왕, 즉 심법)으로 하여금 불만족스러운 대상, 즉 마음에 들지 않는 대상에 대해 미워하게 하는 마음작용이다.
대승불교의 유식유가행파와 법상종의 주요 논서인 《성유식론》에 따르면, 진(瞋)은 마음(8식, 즉 심왕, 즉 심법)으로 하여금 고(苦: 괴로움)와 고구(苦具: 괴로움의 원인)에 대해 미워[憎]하고 성[恚]내게 하는 것을 본질적 성질[性]로 하는 마음작용이다. 그리고, 진(瞋)의 마음작용은 이러한 본질적 성질을 바탕으로 마음이 무진(無瞋: 성내지 않음, 자비의 자, 자애, 사랑)의 마음작용과 상응하는 것을 장애함으로써 마음으로 하여금 불안(不安)하게 하고 속걱정[隱, 근심] 하게 하여 악(惡)을 행하게 하는 발동근거[所依]가 되는 것을 그 본질적 작용[業]으로 한다.
무착의 《대승아비달마집론》와 안혜의 《대승아비달마잡집론》에서도 《성유식론》 과 유사하게 진(瞋)을 정의하고 있다. 세친의 《대승오온론》에서는 다소 차이가 나게 정의하고 있는데, 진(瞋)을 요작손해(樂作損害) 즉 유정(有情)에게 손해를 입히는 것을 좋아함[於有情樂作損害]이라고 정의하고 있다.

## 악업과의 관계
《성유식론》에 따르면, 진(瞋: 미워하고 성냄)은 그 성질이 선(善)에 가깝거나 약한 번뇌성의 마음작용이 아니라 불선(不善) 즉 악 즉 심한 번뇌성의 마음작용이기 때문에, 반드시 악업(惡業)을 일으키는 작용을 한다.
즉, 마음(6식 또는 8식, 즉 심왕, 즉 심법)이 진(瞋: 미워하고 성냄)의 마음작용과 상응하게 되면, 진(瞋: 미워하고 성냄)은 몸과 마음을 매우 괴롭혀서 결국 마음으로 하여금 악업(惡業)을 일으키게 만드는 그러한 마음작용이다. 말하자면, 진정 불선근(不善根), 즉 '불선(不善: 나쁜 결과)의 뿌리들' 중의 하나라고 할 수 있는 마음작용이다.
악업(惡業)은 몸 · 말 · 뜻으로 짓는, 나쁜 결과 즉 불선(不善)의 결과를 초래할 행위를 말하는데, 불교에서는 구체적으로는 5악(五惡), 10악(十惡), 바라이죄(波羅夷罪), 5역죄(五逆罪) 등을 규정하고 있다. 즉, 진(瞋: 미워하고 성냄)은 능히 나쁜 결과 즉 불선(不善)의 결과를 초래할 행위를 행하게 만드는 마음작용으로, 구체적으로는 5악(五惡), 10악(十惡), 바라이죄(波羅夷罪) 또는 5역죄(五逆罪)를 행하게 만드는 마음작용이다.

### 5악
마음(6식 또는 8식, 즉 심왕, 즉 심법)이 진(瞋: 미워하고 성냄)의 마음작용과 상응하게 되면, 진(瞋: 미워하고 성냄)은 몸과 마음을 매우 괴롭혀서 결국 마음으로 하여금 5악(五惡) 중 진(瞋)의 본질적 성질인 미워함[憎]과 성냄[恚]에 상응하는 성질을 가진 악업들을 범하게 한다.
5악(五惡)은 5계(五戒)를 어기는 것을 말하는데 다음의 악업들이다.
1. 살생(殺生): 불살생(不殺生)의 계를 어기는 것, 즉 살아 있는 것을 죽이는 것을 말한다.
2. 투도(偷盜): 불투도(不偸盜)의 계를 어기는 것, 즉 도둑질을 말한다. 투도(偷盜)를 불여취(不與取)라고도 한다.
3. 사음(邪婬): 불사음(不邪淫)의 계를 어기는 것, 즉 아내 이외의 여성, 남편 이외의 남성과 부정한 정교를 맺는 것을 말한다. 사음(邪婬)을 비범행(非梵行) 또는 음행(婬行)이라고 한다.
4. 망어(妄語): 불망어(不妄語)의 계를 어기는 것, 즉 거짓을 말하는 것을 말한다. 망어(妄語)을 허광어(虛誑語)라고도 한다.
5. 음주(飲酒): 불음주(不飮酒)의 계를 어기는 것, 즉 술을 마시는 것을 말한다.

### 10악
마음(6식 또는 8식, 즉 심왕, 즉 심법)이 진(瞋: 미워하고 성냄)의 마음작용과 상응하게 되면, 진(瞋: 미워하고 성냄)은 몸과 마음을 매우 괴롭혀서 결국 마음으로 하여금 10악(十惡) 중 진(瞋)의 본질적 성질인 미워함[憎]과 성냄[恚]에 상응하는 성질을 가진 악업들을 범하게 한다.
10악(十惡)은 몸과 말과 뜻으로 짓는 다음의 10가지 악업들을 말한다. 10악을 다른 말로 신삼구사의삼(身三口四意三)이라고도 한다.
1. 몸[身]으로 짓는 악업에 3가지가 있는데, 전통적인 불교 용어로 신삼(身三)이라 한다.
  1. 살생(殺生): 사람이나 동물 등 살아 있는 것을 죽이는 것[52]
  2. 투도(偸盜): 도둑질, 남의 물건 또는 재물을 훔치는 것, 불여취(不與取) 즉 남이 주지 않은 것을 가지는 것[53]
  3. 사음(邪婬): 아내 이외의 여성, 남편 이외의 남성과 부정한 정교를 맺는 것,[54] 단, 배우자라고 하더라도 시간, 장소, 방법 등이 부적당한 경우 사음에 해당함,[55] 남녀간에 저지르는 음란한 짓[50]
2. 말[口]로 짓는 악업에 4가지가 있는데, 전통적인 불교 용어로 구사(口四)라 한다.
  1. 망어(妄語): 거짓말이나 헛된 말, 진실치 못한 허망한 말, 허광어(虛誑語)[56]
  2. 양설(兩舌): 이간질하는 말, 즉 양쪽 사람에게 서로 틀리는 말을 하여 서로 불화하게 하는 것, 이간어(離間語)[57]
  3. 악구(惡口): 남을 괴롭히는 나쁜 말, 남을 성내게 할 만한 나쁜 말, 추악어(麤惡語)[58]
  4. 기어(綺語): 진실하지 않은 교묘히 꾸민 말, 도리에 어긋나며 교묘하게 꾸미는 말, 잡예어(雜穢語), 무의어(無義語)[59]
3. 뜻[意, 마음]으로 짓는 악업에 3가지가 있는데, 전통적인 불교 용어로 의삼(意三)이라 한다.
  1. 탐욕(貪欲): 탐(貪) 또는 집착(執著, 執着), 3불선근의 하나
  2. 진에(瞋恚): 성냄, 진에개(瞋恚蓋)[60] 진에, 성냄, 진애게는 진(瞋)과 같은 말이다. 진(瞋)이 10악(十惡)을 행하게 만드는 역할을 하므로, 진(瞋)이 진(瞋)을 행하게 만든다는 말도 성립되는데, 이 말은 진(瞋: 미워하고 성냄)이 더 큰 진(瞋: 미워하고 성냄)을 초래한다는 것을 말한다.
  3. 사견(邪見): 인과의 도리, 즉 원인과 결과의 법칙, 즉 연기법을 부정하는 견해[61][62][63][64][65]

### 바라이죄
마음(6식 또는 8식, 즉 심왕, 즉 심법)이 진(瞋: 미워하고 성냄)의 마음작용과 상응하게 되면, 진(瞋: 미워하고 성냄)은 몸과 마음을 매우 괴롭혀서 결국 마음으로 하여금 바라이죄(波羅夷罪) 중 진(瞋)의 본질적 성질인 미워함[憎]과 성냄[恚]에 상응하는 성질을 가진 악업들을 범하게 하는 상태까지 이르게 할 수 있다.
바라이죄(波羅夷罪) 또는 바라이(波羅夷)는 비구나 비구니가 승가를 떠나야 하는 무거운 죄를 말한다. 승려의 계율에서 가장 엄격하게 금하는 중죄로서, 바라이죄를 범하면 승려 자격을 잃고 승단에서 쫓겨난다. 이에 대해 여러 스님들에게 참회하여 허락받으면 구제되어 승단에 남을 수 있는 죄를 승잔죄(僧殘罪) 또는 승잔(僧殘)이라 한다.
비구의 바라이죄(波羅夷罪)로는 다음의 4종이 있다.
1. 사음(邪婬): 음행
2. 투도(偸盜): 도둑질
3. 살생(殺生): 사람이나 동물 등 살아 있는 것을 죽임
4. 망어(妄語): 거짓말, 특히 큰 거짓말, 예를 들어, 대접을 받기 위해 자기를 높이는 거짓말

비구니의 바라이죄(波羅夷罪)로는 비구의 4종의 바라이죄에 다음의 4종이 더 추가되며, 이 8종의 죄를 통칭하여 8바라이(八波羅夷)라고 한다.
1. 마촉(摩觸): 비구니가 정욕을 품은 남자에게 자신의 몸을 만지게 해서 쾌락을 얻는 것
2. 팔사성중(八事成重): 정욕을 품은 남자 곁에 앉아 이야기를 나누거나 손이나 옷을 만지게 하고, 함께 길을 가는 것 등 8가지 금지사항[八事]을 범하는 것
3. 부장타중죄(覆障他重罪) 또는 부비구니중죄(覆比丘尼重罪): 다른 비구니가 바라이죄를 저지른 것을 알면서도 알리지 않고 숨기는 것
4. 수순피거비구(隨順被擧比丘) 또는 수순피거비구위니승삼훈계(隨順被舉比丘違尼僧三諫戒): 죄에 따라 비구(比丘, 비구니가 아님)를 정당하게 처벌하였음에도 쫓겨난 그 비구를 옹호하여 시비를 3번 이상 따지는 것

### 5역죄
마음(6식 또는 8식, 즉 심왕, 즉 심법)이 진(瞋: 미워하고 성냄)의 마음작용과 상응하게 되면, 진(瞋: 미워하고 성냄)은 몸과 마음을 매우 괴롭혀서 결국 마음으로 하여금 5역죄(五逆罪) 중 진(瞋)의 본질적 성질인 미워함[憎]과 성냄[恚]에 상응하는 성질을 가진 악업들을 범하게 하는 상태까지 이르게 할 수 있다.
5역죄는 모든 악 중에서도 가장 극악한 악으로, 말하자면  5악(五惡) 또는 10악(十惡)의 가장 극악한 형태로서, 진(瞋: 미워하고 성냄)과 상응하게 되면 이러한 극악한 악을 범할 수도 있다. 불교에서 정의하는 바의 악 또는 불선이란 현세와 내세에 나쁜 과보를 가져오는 행위를 말하므로, 5역죄는 여러 악들 중에서도 현세와 내세에 가장 나쁜 과보를 가져오는 악들이다. 불교의 가르침에 따르면, 5역죄는 무간지옥에 떨어질 지극히 악한 행위이므로 오무간업(五無間業)이라고도 한다.
5역죄(五逆罪)에는 부파불교의 5역죄와 대승불교의 5역죄가 있는데, 다음의 극악한 악업들을 말한다.
부파불교의 5역죄에는 다시 2가지 형태가 있다.
부파불교의 5역죄의 첫 번째 형태
1. 살부(殺父): 아버지를 살해함
2. 살모(殺母): 어머니를 살해함
3. 살아라한(殺阿羅漢): 아라한을 살해함
4. 파화합승(破和合僧) 또는 파승(破僧): 승가의 화합을 깨뜨림, 
파법륜승(破法輪僧)과 파갈마승(破羯磨僧)으로 나뉨
5. 출불신혈(出佛身血): 부처의 몸에 피를 나게 함

부파불교의 5역죄의 두 번째 형태
1. 살부모(殺父母): 아버지 또는 어머니를 살해함
2. 살아라한(殺阿羅漢): 아라한을 살해함
3. 출불신혈(出佛身血): 부처의 몸에 피를 나게 함
4. 파법륜승(破法輪僧) 또는 파승(破僧): 그릇된 견해를 내세워 승가의 화합을 깨뜨림[75]
데바닷타의 경우[76]
5. 파갈마승(破羯磨僧): 한 구역에서 서로 다른 의식을 행하여 승가의 화합을 깨뜨림[75]
파법륜승은 고타마 붓다의 생존 당시에만 해당되고 파갈마승은 후세에도 적용됨[76]

대승불교의 5역죄는 다음과 같다.
대승불교의 5역죄
1. 탑이나 절을 파괴하거나 경전이나 불상을 불사르거나 3보(三寶)의 물건을 훔침, 또는 다른 사람에게 이런 악업을 행하게 교사(敎唆)하고서 기뻐함
2. 성문 · 연각 · 대승의 3승(三乘)의 교법을 비방하거나 성교(聖敎)를 가볍게 여기고 천시함
3. 출가자의 수행을 방해함, 또는 출가자를 죽임, 또는 출가자에게 욕하고 출가자를 부림
4. 부파불교의 5역죄를 범함
5. 악업을 행해도 업보가 없다고 주장하고 10악을 행함, 또는 다른 사람에게 10악을 행하게 교사(敎唆)함

## 같이 보기
- 심리학에서의 성냄: 노여움
- 심리학에서의 미워함: 증오
- 불선근
- 불교 용어 목록/ㅎ#해
- 선근
- 불교 용어 목록/무#무진

## 참고 문헌
- 곽철환 (2003). 《시공 불교사전》. 시공사 / 네이버 지식백과. |title=에 외부 링크가 있음 (도움말)
- 구나발타라(求那跋陀羅) 한역 (K.650, T.99). 《잡아함경(雜阿含經)》. 한글대장경 검색시스템 - 전자불전연구소 / 동국역경원. K.650(18-707), T.99(2-1). |title=에 외부 링크가 있음 (도움말)
- 권오민 (2003). 《아비달마불교》. 민족사.
- 세친 지음, 현장 한역, 권오민 번역 (K.955, T.1558). 《아비달마구사론》. 한글대장경 검색시스템 - 전자불전연구소 / 동국역경원. K.955(27-453), T.1558(29-1). |title=에 외부 링크가 있음 (도움말)
- 운허.  동국역경원 편집, 편집. 《불교 사전》. |title=에 외부 링크가 있음 (도움말)
- 호법 등 지음, 현장 한역, 김묘주 번역 (K.614, T.1585). 《성유식론》. 한글대장경 검색시스템 - 전자불전연구소 / 동국역경원. K.614(17-510), T.1585(31-1). |title=에 외부 링크가 있음 (도움말)
- 황욱 (1999). 《무착[Asaṅga]의 유식학설 연구》. 동국대학원 불교학과 박사학위논문.
- (중국어) 구나발타라(求那跋陀羅) 한역 (T.99). 《잡아함경(雜阿含經)》. 대정신수대장경. T2, No. 99, CBETA. |title=에 외부 링크가 있음 (도움말)
- (중국어) 星雲. 《佛光大辭典(불광대사전)》 3판. |title=에 외부 링크가 있음 (도움말)
- (중국어) 무착 조, 현장 한역 (T.1602). 《현양성교론(顯揚聖教論)》. 대정신수대장경. T31, No. 1602, CBETA. |title=에 외부 링크가 있음 (도움말)
- (중국어) 무착 조, 현장 한역 (T.1605). 《대승아비달마집론(大乘阿毘達磨集論)》. 대정신수대장경. T31, No. 1605, CBETA. |title=에 외부 링크가 있음 (도움말)
- (중국어) 세친 조, 현장 한역 (T.1558). 《아비달마구사론(阿毘達磨俱舍論)》. 대정신수대장경. T29, No. 1558, CBETA. |title=에 외부 링크가 있음 (도움말)
- (중국어) 세친 조, 현장 한역 (T.1612). 《대승오온론(大乘五蘊論)》. 대정신수대장경. T31, No. 1612, CBETA. |title=에 외부 링크가 있음 (도움말)
- (중국어) 세친 조, 현장 한역 (T.1614). 《대승백법명문론(大乘百法明門論)》. 대정신수대장경. T31, No. 1614, CBETA. |title=에 외부 링크가 있음 (도움말)
- (중국어) 안혜 조, 현장 한역 (T.1606). 《대승아비달마잡집론(大乘阿毘達磨雜集論)》. 대정신수대장경. T31, No. 1606, CBETA. |title=에 외부 링크가 있음 (도움말)
- (중국어) 호법 등 지음, 현장 한역 (T.1585). 《성유식론(成唯識論)》. 대정신수대장경. T31, No. 1585, CBETA. |title=에 외부 링크가 있음 (도움말)